# Pestalozzistraße (Bremerhaven)

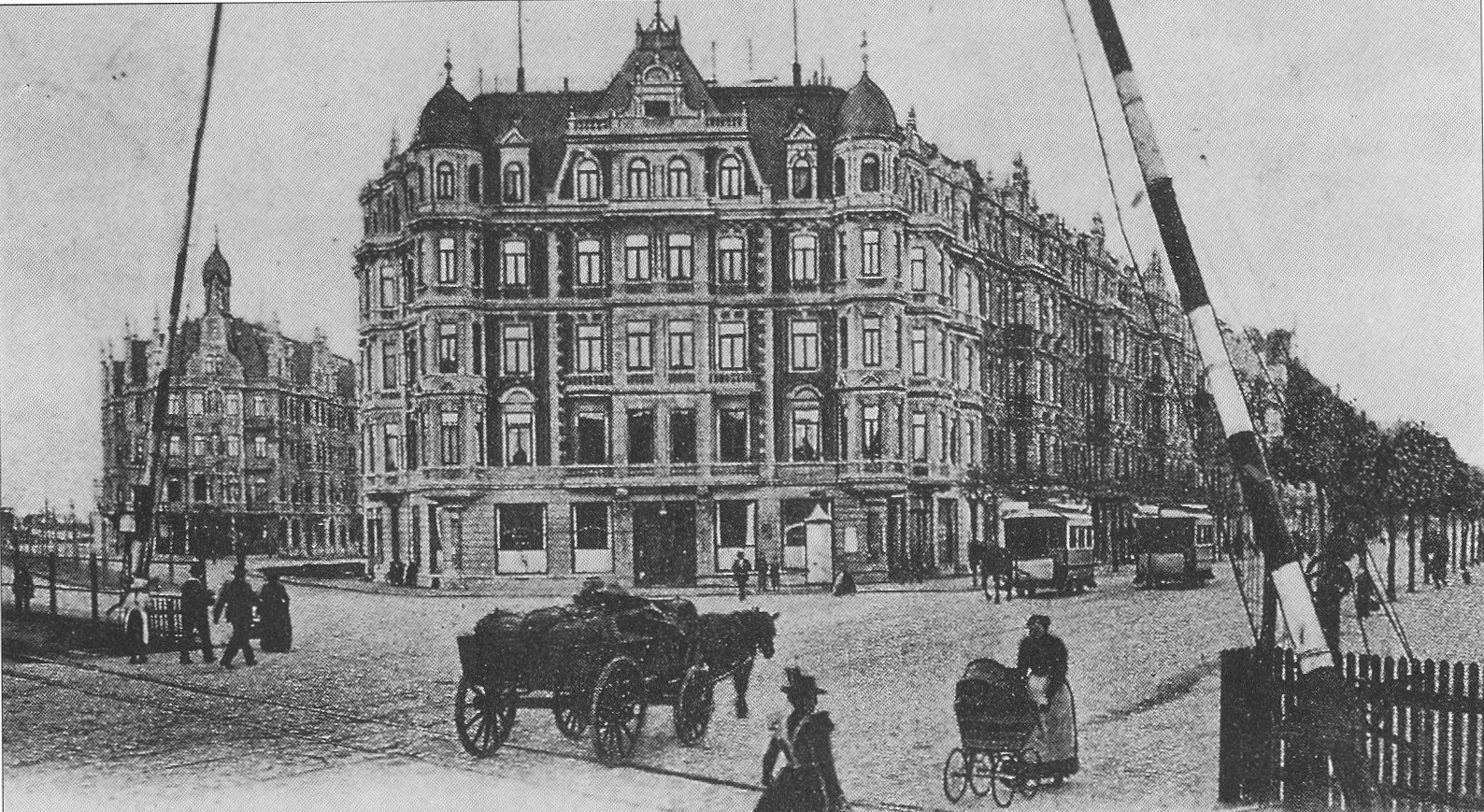
1901: Leher Tor

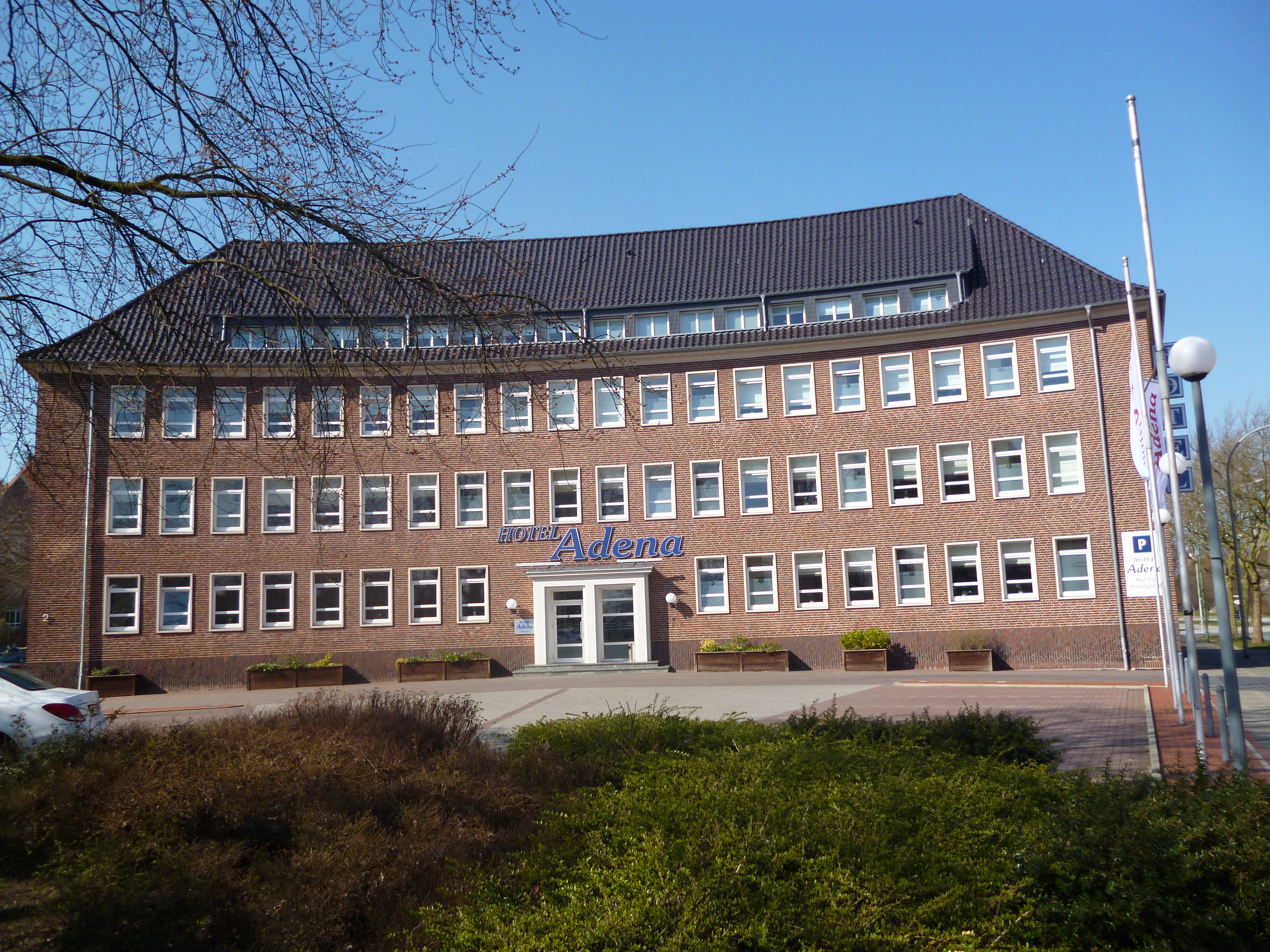
Leher Tor Ecke Pestalozzistraße

Die Pestalozzistraße ist eine zentrale Erschließungsstraße in Bremerhaven, an der Grenze der Stadtteile Lehe (Ortsteil Goethestraße) und Mitte (Nord). Sie führt überwiegend in Süd-Nord-Richtung vom Leher Tor Ecke Hafenstraße zur Rickmersstraße.
Die Querstraßen und die Anschlussstraßen wurden benannt u. a. als Geestheller Damm nach den Hellingen (Platz für den Schiffbau) der Werft an der Geeste, Hafenstraße nach den Häfen, Am Leher Tor nach dem Bereich, der Lehe und Bremerhaven verbindet, Goethestraße nach dem Dichter (1749–1832), Wiener Straße nach der österreichischen Hauptstadt, Moltkestraße nach dem Generalfeldmarschall Helmuth von Moltke (1800–1891), Emslandstraße nach der Landschaft, Dresdener Straße nach der Stadt, Kistnerstraße nach der Bauunternehmerfamilie Kistner, Justus-Lion-Weg nach dem Pädagogen und Sportpionier (1829–1901), Eupener Straße nach der ostbelgischen Stadt, Frenssenstraße nach dem Schriftsteller Gustav Frenssen, Rickmersstraße nach der Bremer Reedereifamilie und der Rickmers Reederei; ansonsten siehe beim Link zu den Straßen.

## Geschichte

### Name
Die Pestalozzistraße wurde benannt nach dem Schweizer Pädagogen, Schriftsteller und Philosophen Johann Heinrich Pestalozzi (1746–1827). Er war ein bedeutender Schulreformer. Er gilt als Vorläufer der Anschauungspädagogik und der Elementarbildung («Kopf, Herz und Hand»), dessen Wirken in der Schweiz, dann in Frankreich, in Deutschland und in der Welt große Anerkennung fand.

### Entwicklung

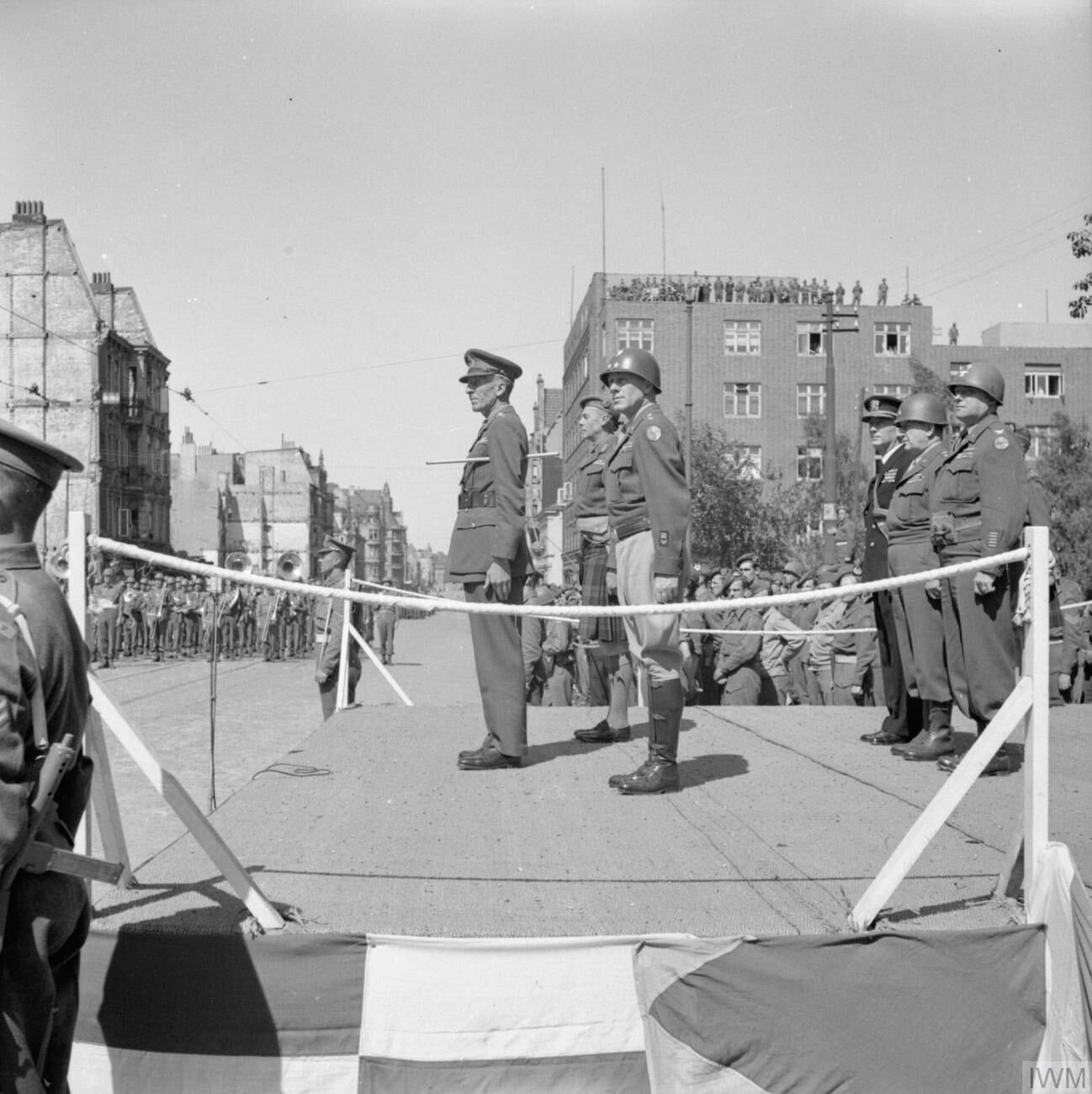
1945: Britisch-amerikanische Übergabe am Leher Tor

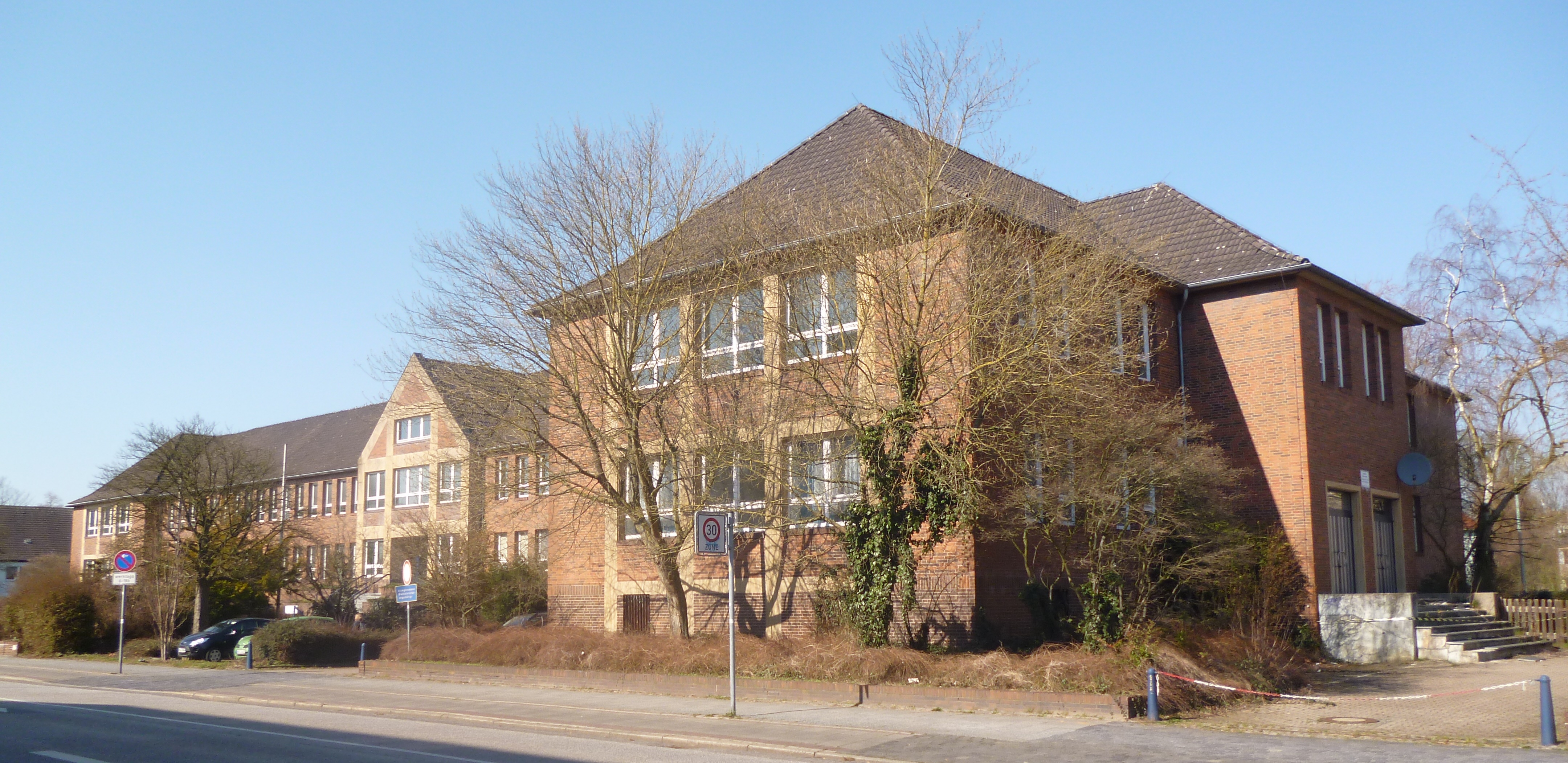
Früheres Militärgebäude

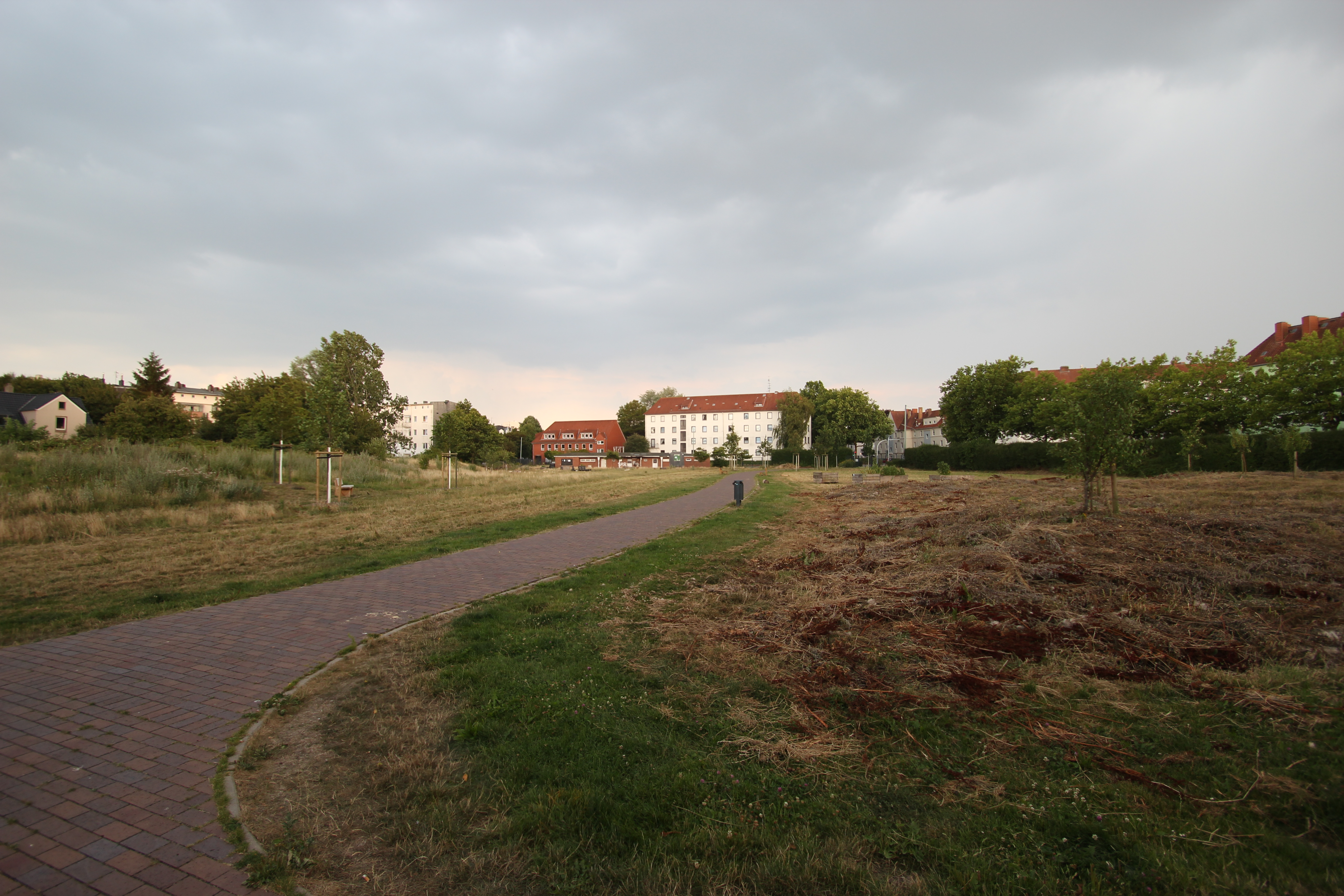
Zollinlandplatz: Freizeitgelände

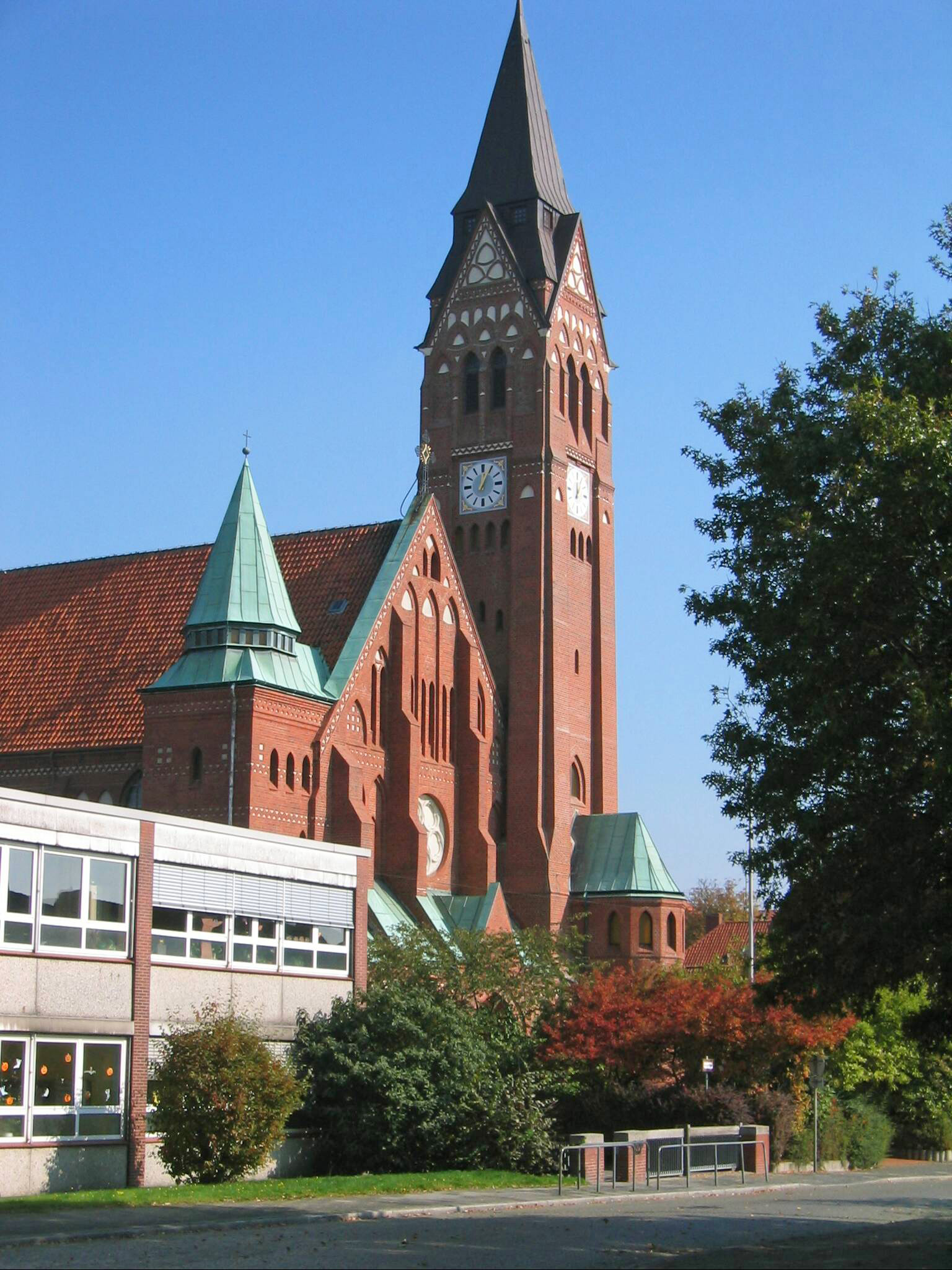
Herz-Jesu-Kirche in Lehe

Das preußische Lehe dehnte sich nach dem Bau der Häfen in Bremerhaven (ab 1827) auch langsam ab um 1850 nach Westen aus.
Um 1900 gibt es an der Ecke Hafenstraße/Pestalozzistraße am Leher Tor bereits eine verdichtete viergeschossige Bebauung. Der nach 1888 stehengebliebene alte Zollzaun sicherte den Bahnbetrieb. Der 1892 gebaute Zollinlandsbahnhof an der Moltkestraße ist auf dem obigen Bild auf der linken Seite zu erkennen. Auf dem Rangiergelände der Bahn entstand 1926 das Zollinlandstadion, das 2013 abgerissen wurde.
1945 fand am Leher Tor die britisch-amerikanische Übergabe als Besatzungsmacht statt mit dem britischen Generalleutnant Brian Horrocks und Generalmajor Gordon Holmes Alexander McMillan sowie dem amerikanischen Generalmajor Charles H. Gerhardt.
Die Wohnbebauung zwischen Frenssenstraße und Rickmersstraße kam um 1955/56. Das westliche Gelände in Mitte war im nördlichen Bereich noch in den 1960er Jahren unbebaut, bis dann die Sportplätze angelegt wurden und danach die Schulbauten in mehreren Baustufen folgten.

### Verkehr
Seit 1881 gab es eine Pferdebahn. Von 1898 bis 1949 wurde sie zu einem elektrischen Straßenbahnbetrieb mit 6 Linien umgebaut, welcher die Straße an der Hafenstraße und Rickmersstraße tangierte, am Ende noch bis 1982 mit der Linie 2.
Im Nahverkehr von BremerhavenBus tangieren die Linien 502, 508, 509, NL und S die Straße an der Hafenstraße und 504, 505, 506 und ML an der Rickmersstraße.

## Gebäude und Anlagen
Die Straße hat überwiegend eine zwei- bis fünfgeschossige Bebauung.
Erwähnenswerte Gebäude und Anlagen
- Am Leher Tor Nr. 2: 3-gesch. verklinkertes Gebäude von um 1930, heute Hotel Adena
- Nr. 3 Ecke Goethestraße Nr. 1/3: 4-gesch. Wohn- und Geschäftshaus mit Gaststätte als Ensemble Rudelsburg von 1899 nach Plänen von Bauunternehmer Heinrich Kistner. Noch heute (2018) befindet sich hier eine Gaststätte (Musikkneipe) mit einem Saal.[3]
- Wiener Straße Nr. 5: 2-gesch. rotsteinverblendetes Militärgebäude mit Walmdach; Offizierskasino der Kriegsmarine, ab 1945 Casino-Club der US-Amerikaner, dann Gebäude der Bundesmarine mit der Weiterleitungsstelle (See), Berufsförderungsdienst und Bekleidungskammer, danach zivile Nutzung als Betreuungs- und Erholungswerk (BEW)
- Wiener Straße Nr. 12 Ecke Pestalozzistraße: 2-gesch. rotsteinverblendetes z-förmiges Gebäude mit hohem Sockelgeschoss, mittigem Giebelbau als Eingang, West- und Ostflügel und Walmdächern als Militärgebäude in den 1930er Jahren gebaut; nach 1955 Transportdienststelle See der Bundeswehr, dann auch bis 2012 einer der Standorte des Flottenkommandos, nach 2013 längerer Leerstand, 2015 von der Stadt angemietetes Asylbewerberheim
- Kleiner namenloser grüner Dreiecksplatz
- Nr. 19 bis 23 und 22 bis 34: 2-gesch. Wohnhäuser mit Walmdächern
- Nr. 25 bis 29 und 36 bis 42: 3- und 4-gesch. Wohnhäuser
  - Nr. 25/27: Baublock IV der Wohnhausgruppe I–IV, Anton-Schumacher-Straße von 1921 bis 1925 nach Plänen von Julius Hagedorn[4]
- Ehemaliger Zollinland-Sportplatz (der Zolli): Lehe war Zollinland und Alt-Bremerhaven bis 1888 ein Zollausschlussgebiet. An dieser Stelle war das Rangiergelände der Bahn mit dem Zollinlandbahnhof an der Moltkestraße. 1926 eröffnete der Arbeiter Turnverein Bremerhaven (ATV) zusammen mit den bürgerlichen Lokalrivalen Sparta und der ATS Bremerhaven das Zollinlandstadion mit 12.000 Plätzen (später 15.000). Aus dem ATV wurde nach 1945 der Verein Bremerhaven 93, der als Fußballverein bis 1963 erfolgreich in der erstklassigen Oberliga Nord spielte. Das Stadion wurde 2013 abgerissen und zu einem Freizeitgelände umgewandelt.
- Walter-Kolb-Weg Nr. 2: 2- bis 5-gesch. Schulgebäude nach Plänen von u. a. mit Horst Grützner und Heinz Gestering, Bremerhaven
  - den Berufsbildende Schulen Sophie Scholl mit 690 Schülern (2019), Lehranstalten für Sozialpädagogik und Hauswirtschaft mit Beruflichem Gymnasium Gesundheit und Soziales, Berufsfachschule für Sozialpädagogische Assistenz, Fachschule für Sozialpädagogik und Fachoberschule; Fachbereiche: Gesundheit, Hauswirtschaft, Sozialpädagogik, Textil/Bekleidung und Behindertenpädagogik;
  - dem Schulzentrum Geschwister Scholl von 1969, Gymnasiale Oberstufe
- Eupener Straße Nr. 60 Ecke Pestalozzistraße: Neogotische, katholische, denkmalgeschützte Herz-Jesu-Kirche von 1911 aus Backstein nach Plänen von Maximilian Jagielski, Hannover; 2-gesch. Nebengebäude.[5]
- Frenssenstraße Nr. 61: 2-gesch. Kindertagesstätte St. Willehad
- Nr. 55: Bezirkssportanlage Mitte mit 1200 Plätzen und dem 2-gesch. Gebäude mit Vereinshaus vom FC Sparta Bremerhaven und Gaststätte Sparta-Treff
- Frenssenstraße Nr. 52 bis 62 und Eichendorffstraße 34 bis 44: Vierzehn 4- und 5-gesch. verputzte Wohnhäuser mit Flachdach vom Ende der 1950er Jahre in Zeilenbauweise.

Kunstobjekte, Gedenktafeln
- Stolpersteine für die Opfer des Nationalsozialismus gemäß der Liste der Stolpersteine in Bremerhaven:
  - Nr. 25 für Eduard Hirsch und Erna Else Hirsch